# Sheila (sång)
Sheila är en låt skriven och framförd av Tommy Roe. Låten är tydligt inspirerad av Buddy Hollys musik, och påminner mycket om en av hans stora hitlåtar, "Peggy Sue". Låten hette först Frieda, vilken var en flicka Roe gått i skolan med som pojke, och Roe skrev den vid fjorton års ålder. Sheila innebar Roes stora genombrott och blev singeletta i USA. Egentligen var dock låten tänkt som b-sida till "Save Your Kisses".
Låten spelades av The Beatles under deras konserter i Hamburg, och inspelningar finns bevarade av detta. 1968 spelades låten in av Status Quo till deras debutalbum Picturesque Matchstickable Messages from the Status Quo, men fanns inte med på den amerikanska versionen av albumet.

## Listplaceringar
| Lista (1962)   | Position              |
| -------------- | --------------------- |
| Flandern       | 11                    |
| Frankrike      | 7                     |
| Irland         | 3                     |
| Nederländerna  | 2                     |
| Nya Zeeland    | 3 (Lever Hit Parade)  |
| Storbritannien | 3                     |
| Sverige        | 12 (Kvällstoppen)     |
| Sverige        | 7 (Tio i topp)        |
| USA            | 1 (Billboard Hot 100) |
| Vallonien      | 7                     |
| Västtyskland   | 9                     |